# Kerava
Kerava ([ˈkerɑʋɑ] en finés: Kerava kaupunki, en sueco: Kervo) es una ciudad y municipalidad de Finlandia. Se encuentra en la subregión del Área Metropolitana de Helsinki, región de Uusimaa.
La municipalidad tiene una población de 33.963 habitantes (al 31 de marzo de 2010), compuesta de 16.573 hombres, y 17.390 mujeres. La densidad de población del territorio es de 1103.05 habitantes por km². El municipio es totalmente finohablante.

## Ciudades hermanadas
- Hjørring - Dinamarca
- Reykjanesbaer - Islandia
- Kristiansand - Noruega
- Trollhättan - Suecia
- Vladímir - Rusia
- Solt - Hungría
- Ogre - Letonia
- Arumeru - Tanzania

## Galería

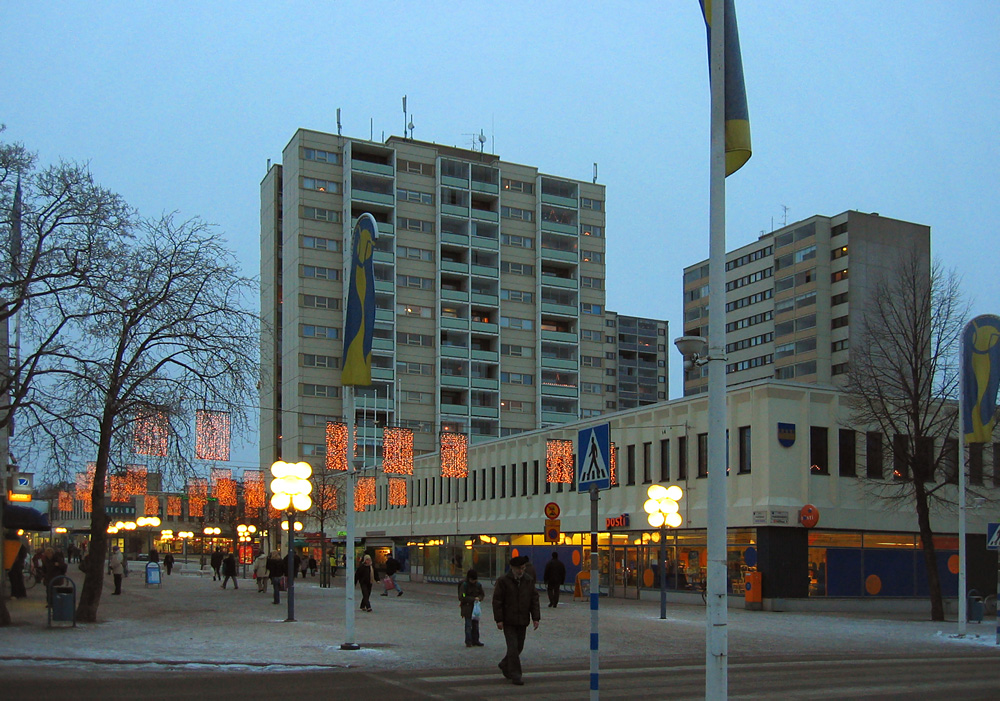
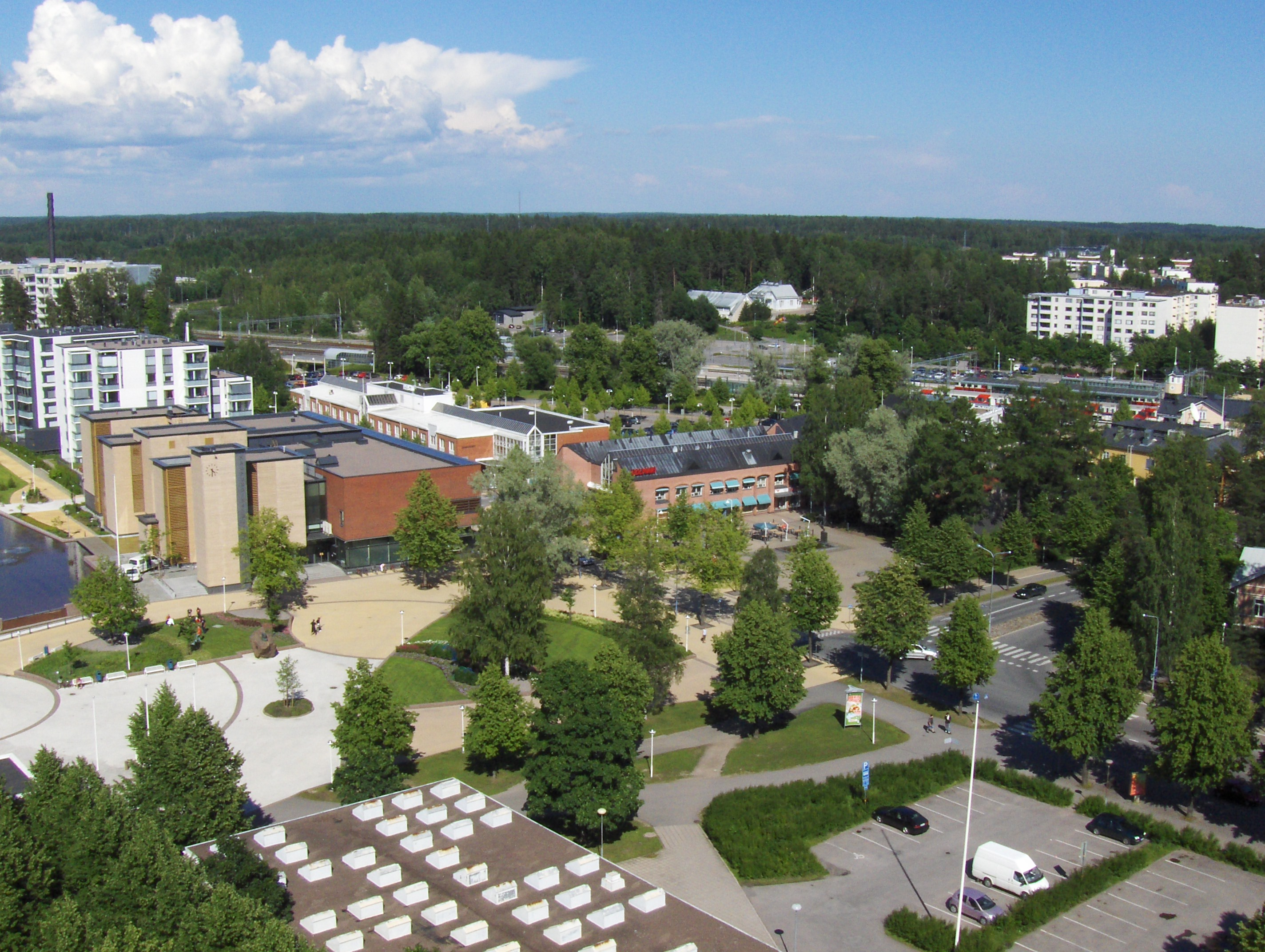
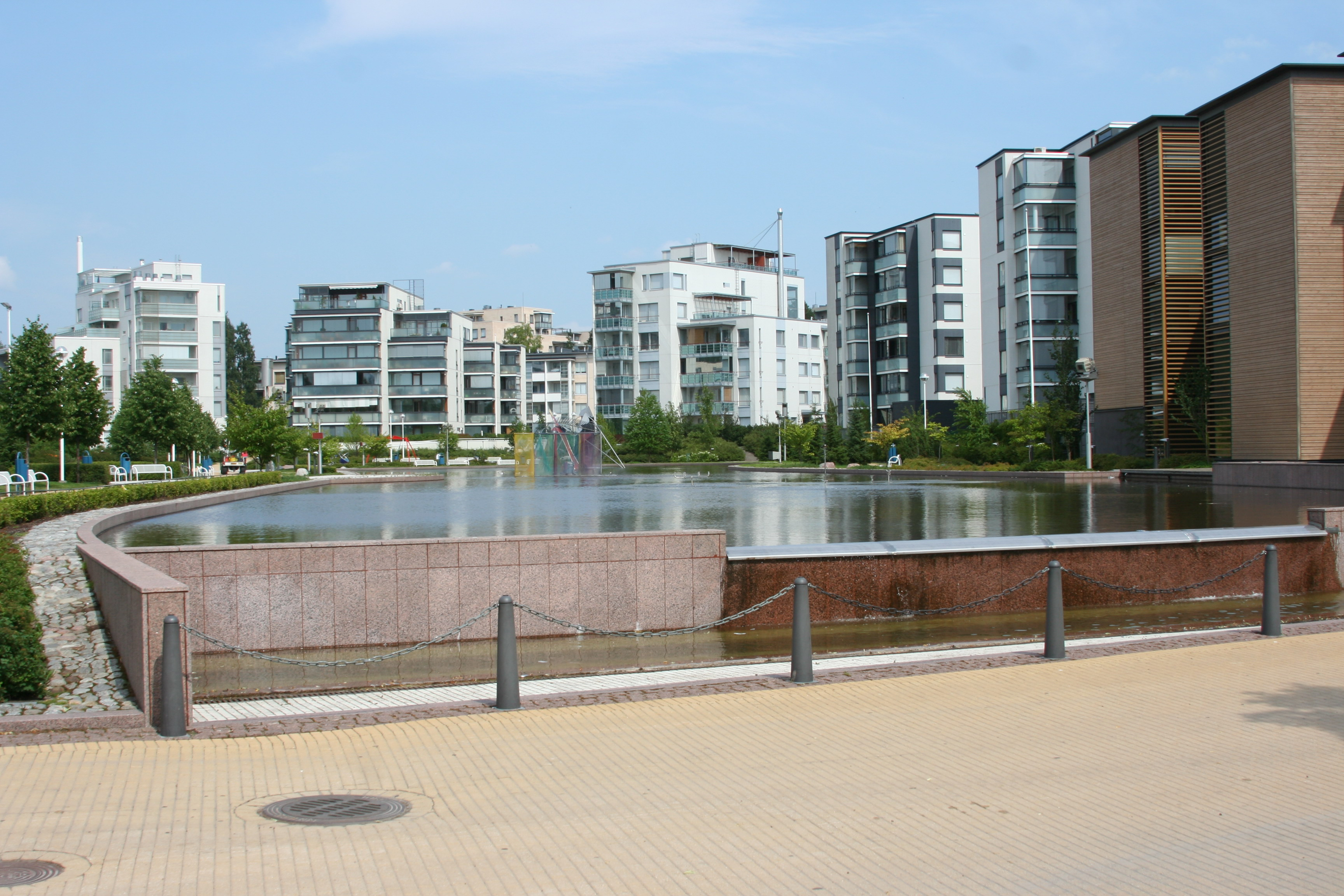
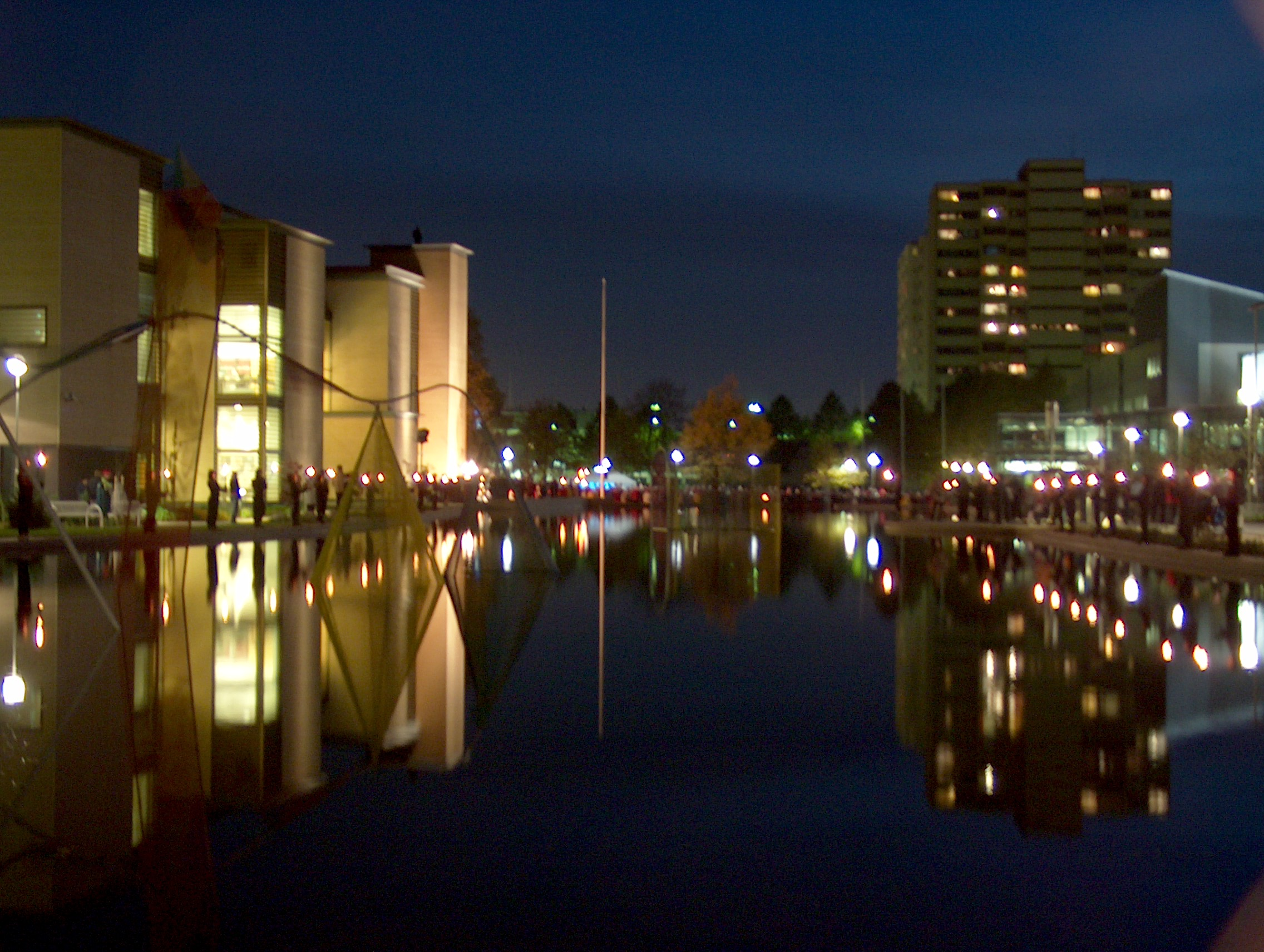